# 533
Năm 533 là một năm trong lịch Julius.